# Parlement quadricaméral
Un parlement quadricaméral est une institution législative (parlement) constitué de quatre chambres. Peu de régimes l'ont adopté, le circuit entre les quatre chambres pouvant se révéler long et compliqué, ou au contraire simplifiant le débat de l'élaboration des lois, et donc anti-démocratique. Le Consulat en France avait adopté d'abord ce mode de fonctionnement, et la Tunisie sous Ben Ali avait un fonctionnement approchant.
Les parlements bicaméraux et monocaméraux (comme la Convention en France sous la Révolution, ou l'actuel Riksdag suédois) sont plus fréquents.

## Le Consulat
Le Parlement du Consulat, établi par la Constitution de l'an VIII, fonctionne d'abord selon un modèle quadricaméral, composé de quatre chambres aux responsabilités clairement partagées et définies :
- le Conseil d'État élabore les lois ;
- le Tribunat discute les lois, sans les voter ;
- le Corps législatif vote les lois, mais sans les discuter ;
- le Sénat conservateur vérifie la constitutionnalité des lois via les sénatus-consultes.

Ce système quadricaméral, reconduit lors de la Constitution de l'an X puis lors de la proclamation du Premier Empire, est un échec puisque le pouvoir législatif se retrouva rapidement dominé par l'exécutif. Le Tribunat est finalement supprimé en 1807, le système devenant tricaméral.

### En Tunisie
En Tunisie, à partir de 2005, le Parlement devient bicaméral après la réforme constitutionnelle qui crée sa chambre haute, la Chambre des conseillers. Néanmoins, le système est parfois qualifié de quadricaméral, considérant le Conseil constitutionnel et le Conseil économique et social comme deux chambres supplémentaires.